# 12335 Tatsukushi
12335 Tatsukushi este o planetă minoră (asteroid) din centura de asteroizi. A fost descoperită pe 21 noiembrie 1992 la Geisei⁠(d) de Tsutomu Seki. 
Obiectul prezintă o orbită caracterizată de o semiaxă mare de 2,3136909 UAi, o excentricitate de 0,07, o înclinație de 5,74806 ° în raport cu ecliptica.